# Goldener Spatz 2020

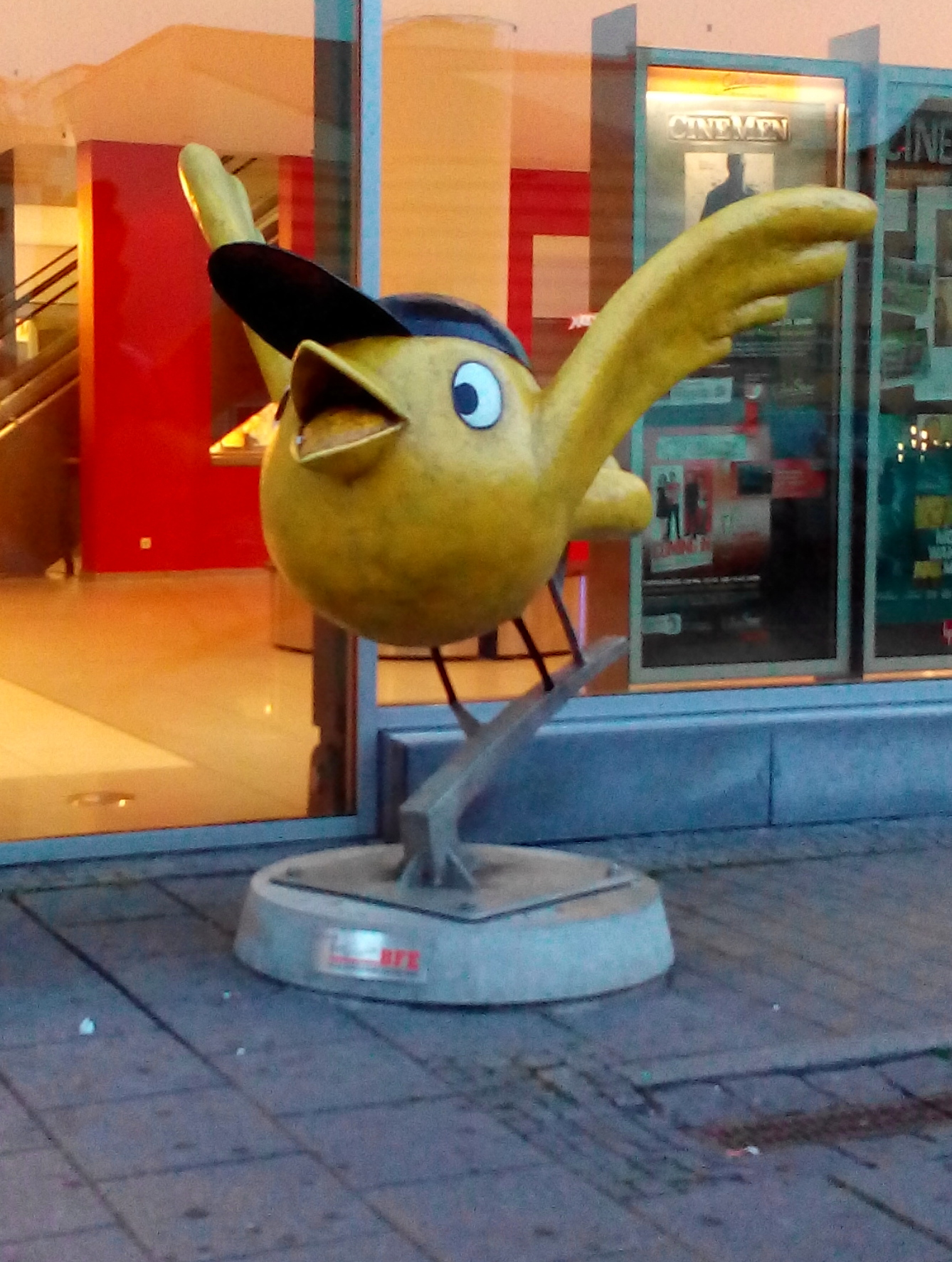
Goldener Spatz vor dem Kino F1

Das 28. Deutsche Kinder Medien Festival Goldener Spatz fand vom 20. bis 26. September 2020 in Gera, Erfurt und erstmals auch mit einer ergänzenden Online-Ausgabe statt.

## Beschreibung
Aufgrund der Regelungen zur Begrenzung der Ausbreitung des Corona-Virus konnte das Festival nicht wie geplant im Mai 2020 stattfinden, sondern wurde in den September 2020 verschoben.
Das Programm wurde im Metropol Kino Gera und im Cine Star Erfurt präsentiert. Erstmals wurden die Programmbeiträge auch in der ergänzenden Online-Ausgabe des Festivals gezeigt.
Insgesamt liefen 48 Film- und Fernsehbeiträge im Festivalprogramm. 36 der Filmbeiträge waren Teil des Wettbewerbs. Die Goldenen Spatzen wurden in den fünf Kategorien Langfilm, Kurzfilm, Serie/Reihe Animation, Information/Dokumentation/Dokumentarfilm und Unterhaltung verliehen. Zudem wurde ein Goldener Spatz für den besten Darsteller bzw. Moderator vergeben. Im Wettbewerb Digital waren neun Angebote für den Goldenen Spatz nominiert.
Der Film „Die Pfefferkörner und der Schatz der Tiefsee“ feierte seine Festivalpremiere im Rahmen des Goldenen Spatz.

## Preisträger
(Quelle:)

### Preise der KinderJury Kino-TV
- Langfilm: Die Pfefferkörner und der Schatz der Tiefsee
- an den "Langfilm" gekoppelt: Preis des Thüringer Ministerpräsidenten für den Regisseur von "Die Pfefferkörner und der Schatz der Tiefsee": Christian Theede
- Serie/Reihe Animation: Mighty Mops: Wau Wau Land
- Unterhaltung: Woozle Goozle: Stille Nacht, woozlige Nacht
- Information/Dokumentation/Dokumentarfilm: Triff ... Harriet Tubman
- Kurzfilm: Tobi und der Turbobus
- Bester Moderator: Clarissa Corrêa da Silva für ihre Moderation in Triff ... Harriet Tubman

### Preis der Kinderjury Digital
- Wettbewerb Digital – "Gute Geschichten": Ratzfatz durch die Mauer

### Preis des MDR Rundfunkrates
gemeinsam vergeben mit der Autorin Anna Lott
- Für das beste Drehbuch: Beate Völcker & Co-Autor Péter Palátsik für den Beitrag Fritzi – Eine Wendewundergeschichte nach dem Kinderbuch Fritzi war dabei: Eine Wendewundergeschichte von Hanna Schott

### Publikumspreis
- Für den besten Jugendfilm: Auerhaus von Neele Leana Vollmar